# Katy Lied
| 전문가 평가                   | 전문가 평가 |
| 평가 점수                     | 평가 점수   |
| 출처                          | 점수        |
| ----------------------------- | ----------- |
| AllMusic                      | [ 1 ]       |
| Chicago Tribune               | [ 2 ]       |
| Christgau's Record Guide      | A−          |
| Encyclopedia of Popular Music | [ 4 ]       |
| The Great Rock Discography    | 8/10        |
| MusicHound Rock               | 4/5         |
| Pitchfork                     | 9.1/10      |
| The Rolling Stone Album Guide | [ 8 ]       |
| Tom Hull – on the Web         | A           |

《Katy Lied》는 1975년 ABC 레코드에서 발매된 미국의 록 밴드 스틸리 댄의 네 번째 스튜디오 음반이다. 그것은 골드 인증을 받았고 빌보드 200에서 13위로 정점을 찍었다. 싱글 〈Black Friday〉는 37위에 올랐다.
이 음반은 오리지널 스틸리 댄 5인조가 해체된 후 첫 번째 음반으로, 대부분의 오리지널 멤버들은 투어와 녹음 일정 때문에 불화를 겪으며 떠났다. 이전 음반에서 점점 더 세션 음악가들을 스튜디오에서 사용해왔던 도널드 페이건과 월터 베커는 로스앤젤레스 지역의 수많은 저명한 스튜디오 음악가들과 함께 계속했다. 이 음반은 가수 마이클 맥도널드가 스틸리 댄 음반에 처음으로 등장한 것이다. 당시 겨우 20세였던 제프 포카로는 세션 드러머 할 블레인이 참여한 〈Any World (That I'm Welcome To)〉를 제외한 모든 곡에서 드럼을 연주했다. 이 음반은 또한 래리 칼튼이 〈Daddy Don't Live in That New York City No More〉에서 기타를 연주한 첫 번째 음반이기도 하다.
밴드 리더인 베커와 페이건은 당시 새로운 dbx 소음 감소 시스템의 장비 오작동 때문에 음반의 음질에 불만을 느꼈다. 이 그룹은 dbx에서 엔지니어들과 상의한 끝에 대부분의 손상이 수리되었다고 주장했지만, 페이건과 베커는 여전히 완성된 음반을 듣는 것을 거부했다.
이 음반은 ABC 레코드가 1979년 MCA 레코드에 인수된 후 MCA에 의해 재발매되었다.

## 배경
음반 커버에는 귀뚜라미와 메뚜기와 관련된 "노래하는" 곤충인 여치(katydid)의 사진이 있다. 이것은 음반 제목에 대한 말장난으로, 〈Doctor Wu〉의 한 구절인 "Katy lies, you can see it in her eyes(케이티 거짓말, 그녀의 눈에서 볼 수 있어)"를 패러디한 것이다.
음반의 첫 번째 싱글로 발매된 트랙 〈Black Friday〉는 호주로 재산을 벌고 도망치는 비뚤어진 투기꾼의 이야기를 다루고 있다. 뉴사우스웨일스주의 한 마을인 머스웰브룩은 나중에 페이건이 "우리가 생각할 수 있는 로스앤젤레스에서 가장 멀리 떨어진 곳이었고, 물론 노래의 미터에 맞고 책과 운을 맞추었다"고 설명했다. 이 곡에는 피아노의 마이클 오마르티안과 호너 전기 피아노의 데이비드 페이치가 등장한다.

## 곡 목록
모든 곡들은 월터 베커와 도널드 페이건에 의해 작사/작곡하였다.
| #  | 제목                                               | 재생 시간 |
| -- | -------------------------------------------------- | --------- |
| 1. | 〈Black Friday〉                                   | 3:40      |
| 2. | 〈Bad Sneakers〉                                   | 3:16      |
| 3. | 〈Rose Darling〉                                   | 2:59      |
| 4. | 〈Daddy Don't Live in that New York City No More〉 | 3:12      |
| 5. | 〈Doctor Wu〉                                      | 3:59      |

| #   | 제목                                | 재생 시간 |
| --- | ----------------------------------- | --------- |
| 6.  | 〈Everyone's Gone to the Movies〉   | 3:41      |
| 7.  | 〈Your Gold Teeth II〉              | 4:12      |
| 8.  | 〈Chain Lightning〉                 | 2:57      |
| 9.  | 〈Any World (That I'm Welcome To)〉 | 3:56      |
| 10. | 〈Throw Back the Little Ones〉      | 3:11      |